# Patagonia (film 2010)
Patagonia è un film del 2010 diretto da Marc Evans.
È stato scelto come film rappresentante il Regno Unito nella categoria per il miglior film straniero ai premi Oscar 2012.